# Nicolas Oudinot (1767-1847)
Nicolas Oudinot, francoski maršal, * 25. april 1767, Bar-le-Duc, † 13. september 1847, Pariz.